# Noasauridae
Čeleď Noasauridae (noasauridi) je skupinou vyhynulých teropodních dinosaurů, žijících v období pozdní jury a křídy.

## Charakteristika
Jejich velikost byla velmi rozdílná, od drobného rodu Ligabueino o velikosti psa až po obří rod Deltadromeus, vážící až několik tun. Tito teropodi byli blízce příbuzní a podobně stavění jako abelisauridi, přestože většina z nich byla podstatně menší. Čeleď Noasauridae je obecně definována jako "všichni teropodi blíže příbuzní rodu Noasaurus než rodu Carnotaurus". Velmi rozšíření byli noasauridi v období přelomu spodní a svrchní křídy na území současné Austrálie, a to včetně zástupců podčeledi Elaphrosaurinae.

## Pneumatizace kostry
Výzkum za pomoci počítačové tomografie odhalil, že někteří noasauridi měli pneumatizované (duté a vzdušnými vaky vyplněné) krční obratle. Tuto anatomickou adaptaci sdílejí s mnoha jinými plazopánvými dinosaury i současnými ptáky.

## Zástupci
- Berthasaura
- Deltadromeus?
- Elaphrosaurus[5]
- Fosterovenator?
- Huinculsaurus
- Laevisuchus?
- Ligabueino
- Limusaurus
- Masiakasaurus
- Noasaurus
- Ornithomimoides?
- Velocisaurus
- Vespersaurus
- Vitakrisaurus?